# Flumenthal
Flumenthal (toponimo tedesco) è un comune svizzero di 959 abitanti del Canton Soletta, nel distretto di Lebern.

## Storia

### Simboli
Lo stemma di Flumenthal è stato ufficialmente adottato nel 1940, ma era già in uso sicuramente dal 1520. La sua origine non è del tutto certa, ma è molto probabile sia l'immagine di san Maurizio.